# هراند توخاتیان
هراند آرامی توخاتیان (ارمنی: Հրանտ Արամի Թոխատյան؛ زادهٔ ۱۰ ژانویهٔ ۱۹۵۸) یک کمدین، بازیگر، تهیه‌کننده و گوینده اهل ارمنستان است. وی بین سال‌های ۱۹۷۶ تا ۱۹۸۱ در انستیتو زبان‌های خارجی دولتی ایروان تحصیل نموده‌است
وی به پاس فعالیت هنری خویش موفق به کسب جوایز و نشان‌های بسیاری از جمله «جایزه درجه یک لنین کومسومول» (۱۹۸۹)، دیپلم افتخاری از «جشنواره فیلم‌های سرگرم‌کننده کودکان مصر» (۲۰۰۶)، «هنرمند مفتخر جمهوری ارمنستان» (۲۰۰۶)، «نشان وازگن سارکیسیان» (۲۰۱۰)، جایزه مقبول‌ترین هنرمند «جوایز سرگرمی ارمنیان جهان» (۲۰۱۵) شده‌است.

## بخشی از فیلمشناسی
- حیاط ما (۱۹۹۶)
- حیاط ما ۲ (۱۹۹۸)
- داستان بزرگ در شهری کوچک (۲۰۰۴)
- حیاط ما ۳ (۲۰۰۶)
- گمشده و پیداشده در ارمنستان (۲۰۱۲)